# Флайяно, Эннио
Эннио Флайяно (также встречается Флайано, итал. Ennio Flaiano; 5 марта 1910[…], Пескара — 20 ноября 1972[…], Рим) — итальянский писатель, сценарист, драматург, журналист и театральный критик.

## Биография
Учился на архитектора, но начал заниматься журналистикой, сотрудничая с изданиями «Cineillustrato», «Oggi», «Il Mondo», «Il Corriere della Sera», «L’europeo», «L’espresso» и другими известными итальянскими газетами журналами. Первая пьеса — «La guerra spiegata ai poveri» (1946).
За роман «Время убивать» (1947) получил престижную премию «Стрега» (1947). Действие романа происходит во времена Итало-эфиопской войны 1935—1936 годов. Итальянский офицер случайно убивает эфиопскую женщину, за что позже расплачивается.
Автор сценариев ко многим фильмам. Вместе с Туллио Пинелли является сценаристом десяти фильмов Федерико Феллини: «Огни варьете» (1950), «Белый шейх» (1952), «Маменькины сынки» (1953), «Дорога» (1954), «Мошенники» (1955), «Ночи Кабирии» (1957), «Сладкая жизнь» (1960), «Любовь в Риме» (1960), эпизод «Искушение доктора Антонио» в «Боккаччо-70» (1962), «Восемь с половиной» (1963), «Джульетта и духи» (1965).
Трижды номинировался на премию «Оскар» в 1958 («Маменькины сынки»), 1962 («Сладкая жизнь») и 1964 («8 с половиной») годах.

## Кинонаграды
- Награда синдиката итальянских журналистов «Серебряная лента»:
  - 1948 (лучший сюжет) — за фильм «Roma città libera» (1946)
  - 1961 (лучший оригинальный сюжет) — за фильм «Сладкая жизнь» (1960)
  - 1964 (лучший оригинальный сюжет) — за фильм «8 с половиной» (1963)
  - 1964 (лучший сценарий) — за фильм «8 с половиной» (1963)
  - 1987 (лучший сюжет) — за фильм «Дело Назаретянина» (1986, посмертно)
- 1959 (Sant Jordi Awards за лучший сценарий к иностранному фильму, Испания) за фильм «Ночи Кабирии» (1957)

## Литературные награды
- 1947 — премия Стрега за произведение «Время убивать» / Tempo di uccidere — Longanesi